# Маєток Дмитрієвої
Маєток Дмитрієвої — історичний будинок у центрі міста Києва, за адресою: вул. Мала Житомирська 9а.

## Історія
Триповерховий будинок, що побудовано 1897 року на замовлення власниці садиби М.Я. Дмитрієвої за проектом І.В. Ніколаєва. Власниця купила садибу у статського радника В. Чеховича разом з особняком, що нині має номер 9Б (Маєток Чеховича), якому добудували другий поверх.
Після революції в будинку розміщувалися комунальні квартири.
Протягом Другої світової війни будинок отримав незначні пошкодженя.
За незалежності у будівлі розміщувалася Державна податкова інспекція міста Києва, також тут також був ресторан. У 2006 р. будинок приватизувало ТОВ «Калина-ЛТД». 
У 2011 році наказом № 10/38-11 Головного управління з охорони культурної спадщини будинок отримав статус нововиявленої пам'ятки архітектури та містобудування.
У 2018 році ДОКС затвердив проєкт «Реставрації з пристосуванням нежитлового будинку під адміністративно-офісний будинок». З того часу будинок стоїть у риштуванні.

## Опис
Фасад симетричний, в стилі неокласицизму, з рустованим першим поверхом. Другий та третій має пілястри тосканського ордеру. Є проїзд до внутрішнього двору по центру споруди. 
Будинок опалювався кахляними печами.
В інтер'єрі зберігся оригінальний ліпний декор.

## Галерея

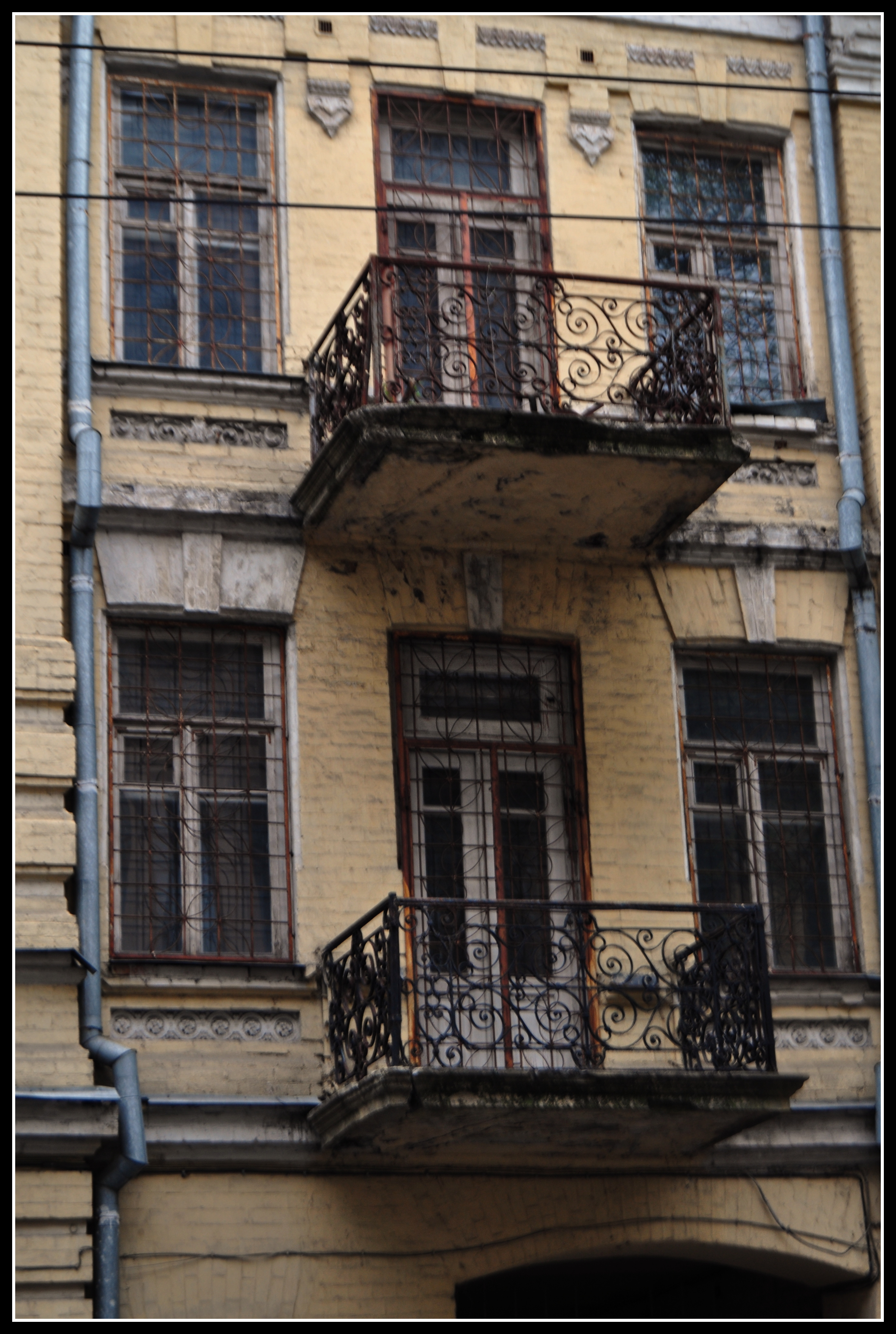
Балкони
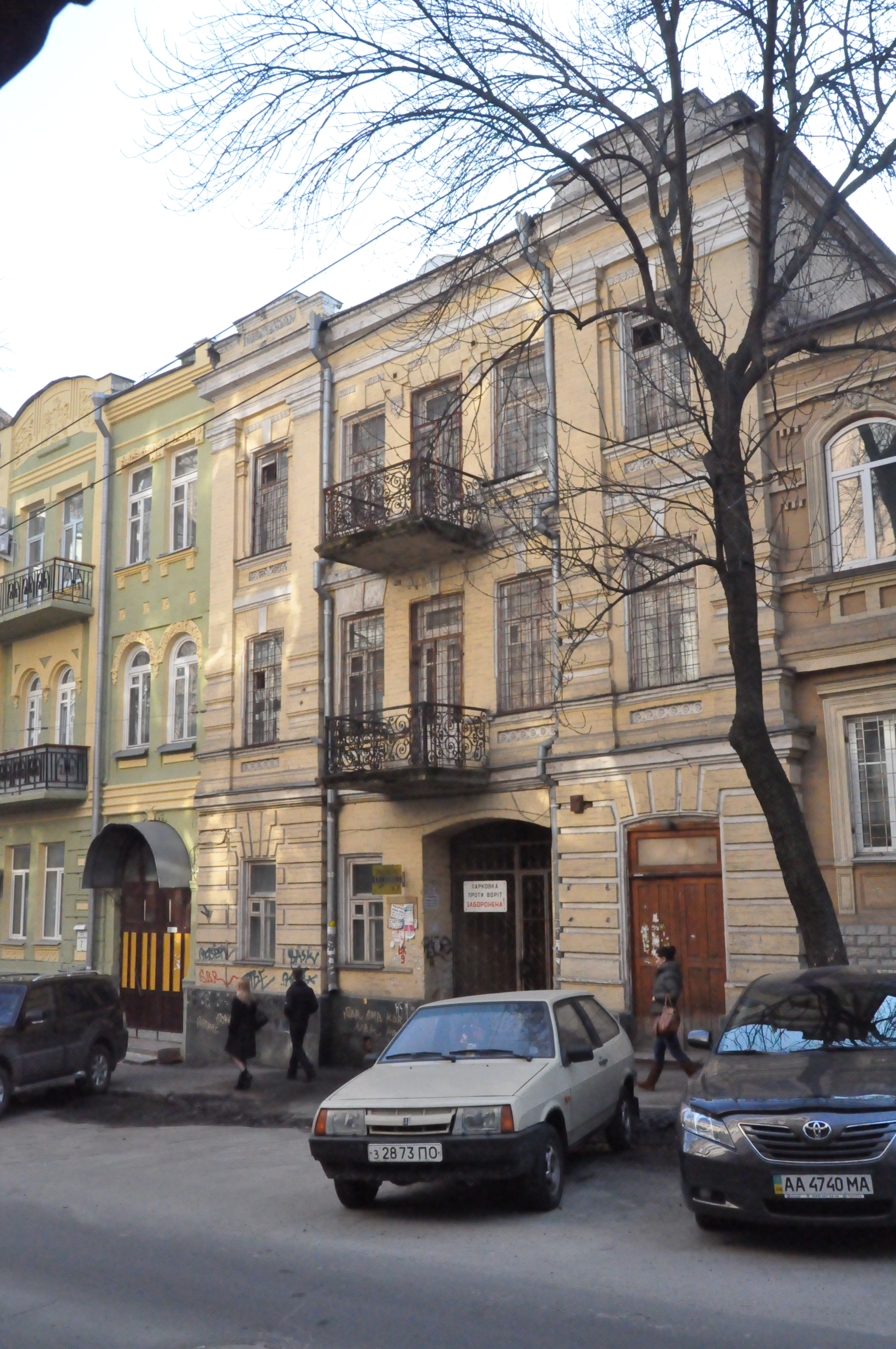
Вид будинку